# Златни пясъци (природен парк)
 Тази статия е за природния парк.  За курорта със същото име вижте Златни пясъци.  
„Златни пясъци“ е природен парк в България, разположен на 17 км северно от Варна и площ 13,207 квадратни километра.

## Местоположение
Граничи с курорта [[Златни пясъци]и е близо до град Варна. На север граничи с Кранево, на запад със землищата на Кичево и Осеново, на изток с пътя Варна – Кранево, а на юг със землището на Варна. Средната надморска височина е 110 m. Най-високата точка е Чиплак тепе (269,3 m). Преобладават участъците с височина между 101 и 200 m. Общата му дължина е 9,2 km, а средната му ширина е 1,2 km. На територията на парка има разработени туристически маршрути, кътове за отдих, организират се зелени училища. Той е най-малкият по площ природен парк в България.
Обхваща част от склоновете на Франгенското плато. Релефът е хълмист с изразен свлачищен, стъпаловиден характер. Към морето от скалните венци се спускат стръмните била Аладжа манастир – Горно герме, Чиплак тепе – Златни пясъци и Калето – Бялата стена. През територията му преминават доловете Миризливата вода, Гюргенлъка и Бати бунар. Територията на парка е част от Черноморската климатична подобласт на Континентално-Средиземноморската климатична област. Стойността на валежите е 513 mm, с пролетен максимум и есенен минимум.

## Статут
Съгласно критериите на Световния съюз за защита на природата е поставен в пета категория защитени територии – защитен ландшафт. Обявен е за Народен парк на 3 февруари 1943 г.

## История
Паркът е създаден на 3 февруари 1943 г. под името Народен парк „Златни пясъци“ с площ 240 ха, като е обхващал територията от Аладжа манастир до старата българо – румънска граница. Той е вторият обявен парк в България след Народен парк „Витоша“ (обявен на 27.10.1934 г.). През 50-те години на 20 век на територията на парка започва изграждането на курортен комплекс „Златни пясъци“ като постепенно той заема по-голямата част от парковата площ. Това налага през 1979 г. площите на курортния комплекс да се извадят от територията на парка, като същевременно към него е добавена нова и като цяло паркът увеличава площта си. Следва ново разширение през 1981 г., с което паркът достига настоящата си площ от 1320,7 ха.
През 1956 г. е разработен първият Паркоустройствен проект, в който се предвижда реконструкция на горските насаждения и превръщането им в паркови, както и мерки за укрепване на поройните долове в района. Успоредно с лесовъдските мероприятия се изгражда и туристическа инфра и суперструктура, изграждат се чешми, кътове за отдих, погледни места, пешеходни маршрути, заведения за хранене и настаняване.
През 1996 г. е създадена паркова администрация като поделение на Национално управление по горите с основна цел опазване и поддържане на биологичното и ландшафтно разнообразие. През 2001 г. вследствие от промени в Закона за защитените територии паркът е прекатегоризиран от „народен“ в „природен“. През 2005 г. е открит Посетителският и информационен център на парка, в който се помещава и парковата администрация (официално название – Дирекция на природен парк „Златни пясъци“).

## Флора
Флората на парка включва около 500 вида висши растения, като общият брой на редките, застрашените и защитените видове е 21.
Територията на парка попада в зоната на два флористични района – Черноморско крайбрежие и Североизточна България. Растителността в парка формира следните екосистеми – коренни екосистеми от лонгозен тип, коренни екосистеми с доминиране (най-често на дъбове), производни екосистеми на келявия габър, храсталачни екосистеми и културни екосистеми.
Екосистемите от лонгозен тип заемат около 2 % от територията на парка и са формирани в резултат на високата почвена влажност в по-ниските части на терена. Тъй като тази влажност е по-малка и по-краткотрайна от характерната за типичната лонгозна гора тук видовото разнообразие е по-малко. Гората е по-рядка от типичния лонгоз, в резултат на което прониква повече светлина благоприятстваща развитието на лиани и затова тези екосистеми наподобяват тропически гори. Типични дървесни видове са мъждрян, полски ясен, липа, обикновен габър, цер и др. Лианите са представени от бръшлян, повет, скрипка, гърбач и др. Сред тревистите видове се открояват редките и защитени – недоразвит лимодорум, кавказка иглика и източен лопух.
Коренните екосистеми (доминирани най-често от дъб) заемат по-издигнатите форми в централната част на парка. В тях са представени почти всички видове характерни за района и се срещат дървесни популации на възраст над 100 години. Видовото разнообразие е по-голямо от това в екосистемите от лонгозен тип. Основни дървесни видове са различни видове дъб (цер, благун, космат дъб и др.), както и мъждрян, едролистна липа, обикновен габър и др. Голямо е разнообразието на тревистите видове – различни представители на семейство салепови (така наречените „български орхидеи“), няколко вида острица, редките и защитени видове – снежно кокиче, кавказка иглика, битински синчец, горска съсънка и др.
Производните екосистеми на келявия габър са разпространени най-вече в югозападната част на парка (по-високите места на свлачищни терени) и в централната част – в по-ниските места. Обикновено са с издънков произход и заемат главно каменисти и по-сухи места.
Храсталачните екосистеми заемат стръмни свлачищни терени с плитки почви и варовита скална основа предимно в северната част на парка. Доминиращи храсти са жасмин, дървовидна зайчина, люляк, драка, къпина и ракитовица. Тук се срещат много от редките и застрашени видове в парка.
Културните екосистеми са резултат от човешката дейност, като тези на иглолистните гори са значително повече от тези на широколистните. От първата група най-често се срещат насаждения на черен бор, кипарис и кедър, а от втората на салкъм.

## Фауна
В зоогеографско отношение територията на парка се отнася към Северна зоогеографска подобласт, Черноморски район, в който преобладават сухоземни животни, характерни за Средна и Северна Европа .
На територията на парка се срещат 7 вида земноводни, 18 вида влечуги, 37 вида бозайници и 88 вида птици. Земноводните са представени от един вид тритон (гребенест тритон на Буреш) и 6 вида жаби, сред които и един застрашен – балканска чесновница.
Влечугите са представени от различни видове костенурки, гущери и змии. Застрашени видове са жълтокоремникът и смокът мишкар. От отровните змии се среща пепелянката.
Сред бозайниците се открояват 10 вида прилепи, множество видове гризачи, лисица, сърна, див заек, източноевропейски таралеж, дива свиня, язовец и др.
От птиците постоянни обитатели на парка са около 50 вида, като останалите са прелетни. По-голямата част от тях са защитени видове. Най-често срещаните видове защитени птици са голям синигер, поен дрозд, авлига, зелен кълвач, червеношийка, черешарка, обикновен мишелов, папуняк и др. Над парка преминава един от двата миграционни пътя в Европа – Via Pontica.

## Туризъм
Съществуват 5 класически пешеходни маршрута и 4 специализирани – детски, дендрологичен, веломаршрут и за хора със специални нужди (включително хора с парка. По протежението им са разположени кътове за отдих, чешми и погледни площадки. Подходящи са за пешеходен туризъм, природо-познавателен туризъм, културно-познавателен туризъм, велотуризъм, детски туризъм, фототуризъм и за хора със специални нужди
От 2005 г. функционира Посетителски и информационен център, в който се предлага водачество по маршрутите в парка, тематични беседи, информационни издания и публикации и др. В него се помещава и парковата администрация – Дирекция на Природен парк „Златни пясъци“.

## Чешми
Чешмите в парка са в по-голямата си част захранвани от местни извори.
- „Ковшак чешма“ – разположена е между две от най-големите поляни в парка като дава и името на местността. Често посещавана местност от гражданите на Варна.
- „Аладжа“ – намира се непосредствено до асфалтовия път Виница – Зл.пясъци под скалния манастир. Чешмата е с голям дебит. Изходна точка на „Син“ и „Жълт“ маршрути.
- „Юбилейна“ – възстановена от туристическо дружество „Родни Балкани“ и именувана на техния 60-годишен юбилей. През летния сезон водата силно намалява.
- „1300 години България“ – намира се под хижа „Аладжа“ част от „Син“ маршрут. В близост има кът за отдих и панорама към парка и курортния комплекс.
- „Кальова чешма“ – Намира се до хижа „Корабостроител“. С много малък дебит.
- „Свети Седмочисленици“ – Намира се на пресечната точка на жълтия, зеления и червения маршрут.
- Янакиева – Намира се на отклонението за „Конен пикник“ до пътя Варна-Кранево. Пресъхнала е от лятото на 2003.
- Й. Минков – Изградена в памет на лесовъда Й. Минков. Чешмата е вкопана в земята. Водата е негодна за пиене!!!
- Кът на ветераните – Поддържа се от туристите ветерани. Намира се в близост до жълтия маршрут, на отбивка след дерето
- Бежана (малка) – В района на местност „Бежаната“. Водата се „появява“ сезонно. Чешмата е обрасла с храсти и увивни растения